# Бой за Арсенальную горку
Бой за Арсенальную горку (араб. معركة تلة الذخيرة‎, ивр. גבעת התחמושת‎) — ожесточённое боевое столкновение между солдатами 66-го батальона 55-й парашютно-десантной бригады Израиля и 2-го батальона аль-Хусейни Арабского легиона Иордании 6 июня 1967 года, часть сражения за Иерусалим в период Шестидневной войны. В результате боя израильские десантники заняли укреплённую позицию иорданской армии, понеся при атаке существенные потери.

## Позиции сторон накануне боя
Перед началом войны Израиль предложил королю Иордании Хуссейну сохранять нейтралитет в обмен на обещание о ненападении. Однако Хуссейн приказал начать боевые действия. 5 июня 1967 года иорданская армия провела массированный обстрел израильской территории, а также атаковала и захватила демилитаризованный анклав Армон-ха-Нацив («Дворец комиссара») в Восточном Иерусалиме.
В этот же день вследствие успешного развития наступления на Синае, израильское командование перебросило в Иерусалим 55-ю парашютно-десантную бригаду резервистов под командованием полковника Моты Гура. В составе бригады находились 66-й, 28-й и 71-й парашютно-десантные батальоны, 77-я рекогносцировочная рота и 683-я инженерная рота.
Атака парашютно-десантной бригады планировалась по двум направлениям:
- Полицейская школа — Арсенальная горка (Гиват-ха-Тахмошет) — гостиница «Амбассадор» и далее в направлении горы Скопус.
- Вади Джоз — Музей Рокфеллера.

Захват Арсенальной горки имел ключевое значение для доступа в Старый город.
Полицейскую школу и Арсенальную горку атаковал 66-й батальон под командованием майора Йосефа Йоффе численностью 500 человек. Десантники перед атакой сосредоточились в квартале Паги.
Здание Полицейской школы было построено британскими властями в период мандата в 1930-е годы. Рядом был расположен арсенал боеприпасов.
Арсенальная горка (Гиват-ха-Тахмошет) представляла собой сильно укрепленную оборонительную позицию в виде перевернутой еврейской буквы «шин» (שִׂ). Две казармы и два штабных строения в центре позиции были окружены очень узкими траншеями глубиной около 2 метров. От опоясывающей холм кольцевой траншеи через каждые 3—10 метров были дополнительные проходы к каменным и бетонным блиндажам. По западной стороне траншеи и блиндажи были через каждые 3 метра. Всего на холме было около 40 блиндажей. Были оборудованы позиции пулемётов, миномётов и артиллерии. Внутри холма в толще скалы находился штабной блиндаж. Позицию обороняли по разным данным от 140 до 200 солдат 2-го батальона аль-Хусейни Арабского легиона под командой капитана Сулеймана Салайта.

## Планы израильтян
Командир 66-го батальона 5 июня около полуночи поставил ротным следующие задачи:
- Головной отряд — 4-я рота под командованием Гиоры Ашкенази проделывает проходы в заграждениях напротив Полицейской школы.
- 2-я рота под командованием Давида Ротенберга (ивр. דוד רוטנברג‎) (Додика) захватывает ходы сообщения из Полицейской школы и останавливается на подступах к Арсенальной горке.
- 1-я рота под командованием Габи Магеля (ивр. גבי מגל‎) захватывает Полицейскую школу.
- 3-я рота под командованием Оведа Яакоби (ивр. עובד יעקובי‎) (Дади) штурмует и захватывает Арсенальную горку.

## Ход боя

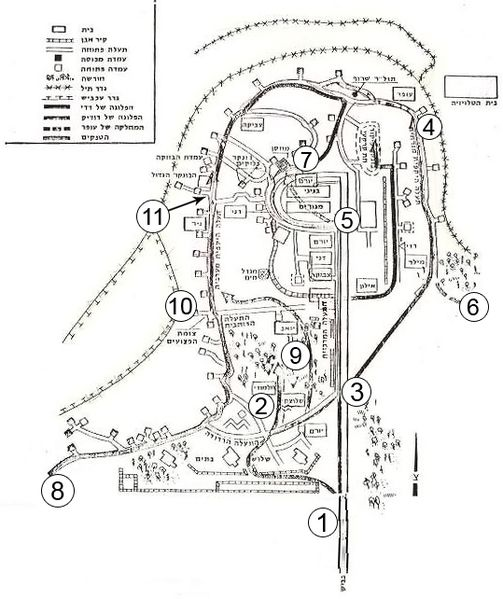
Схема места боя.
1. 3-я рота (Дади) выходит на высоту по центральной траншее;
2. Малмуди атакует «треугольник огня», гибнет со всеми солдатами;
3. 3-я рота разделяется: комроты Дади поворачивает направо в восточную окружную траншею, взвод Йорама идёт дальше к центру высоты;
4. отряд Миллера из 3-й роты встречен огнём из «телевизионного дома», большинство его бойцов ранены и продвижение остановлено;
5. Йорам захватывает центр высоты;
6. взвод 1-й роты под командованием Офера вступает в бой, присоединяется к силам Миллера в восточной траншее и продолжает движение вперёд;
7. Йорам убит, Цвика принимает командование и идёт на соединение с Миллером и Офером в восточной траншее;
8. Дади вызывает 2-ю роту под командованием Додика. 2-я рота подходит со стороны полицейской школы;
9. Йоав атакует «треугольник огня» и успешно его подавляет, но гибнет в последней атаке;
10. заместитель командира 2-й роты капитан Нир Ницан продвигается по западной траншее, отправляет Эйтана Наве прикрывать продвижение из-за пределов траншеи, пока Эйтан не гибнет;
11. «Большой блиндаж» — объединение всех сил, подрыв последнего бункера и конец боя

6 июня в 2 часа ночи Йоси Йоффе обратился к командиру бригады Моти Гуру за разрешением начать обстрел иорданских позиций. Штурмовая (4-я) рота вместе с командиром батальона вышла уничтожать заграждения.
В 2 часа 30 минут рота Додика устремилась в сторону Полицейской школы. Первым в иорданскую часть Иерусалима ворвался Илан Энджел. Примерно в 3:15 рота вышла к траншее, соединяющей Полицейскую школу с Арсенальной горкой c западной стороны. Траншея оказалась чрезвычайно узкой, вести огонь мог только один впереди идущий. Если его ранили или у него заканчивался магазин с патронами — он падал и следующие должны были идти по его телу. Додик доложил командиру батальона, что у него очень много раненых и не хватает боеприпасов. Поэтому он сам не сможет атаковать холм и ждёт запланированной атаки роты Дади.
В то же самое время рота Габи атаковала и захватила здание Полицейской школы. Легионеры, потеряв 17 человек убитыми и 42 ранеными, отступили на Арсенальную горку. Рота Дади двигалась в сторону холма, три взвода развернулись для атаки. Один взвод закрепился в нескольких домах между Полицейской школой и Арсенальной горкой, второй, к которому присоединился сам Дади, пошёл в атаку по восточной траншее, третий — по западной.

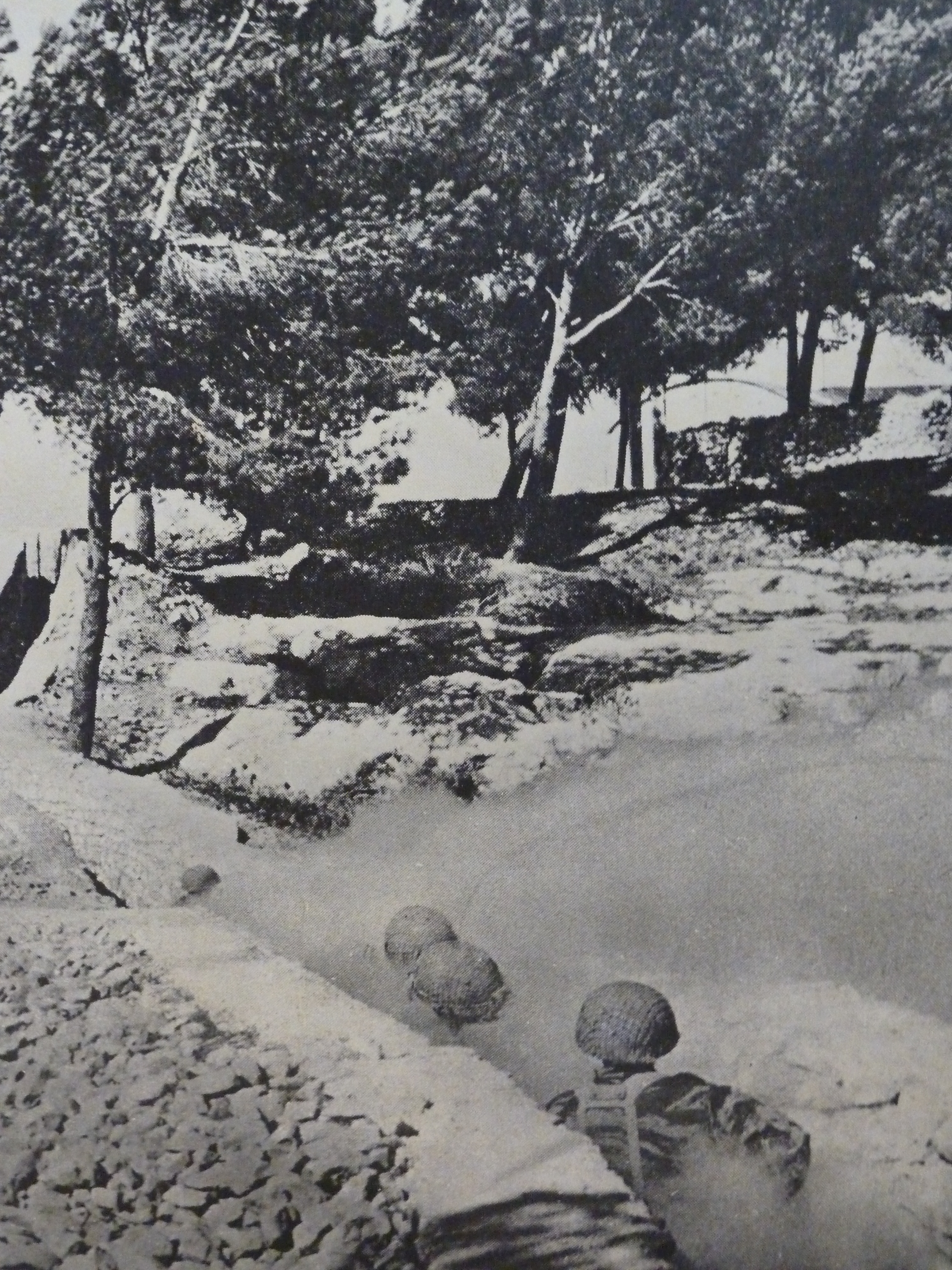
Израильские парашютисты на Арсенальной горке

Однако третий взвод роты Дади под командованием Йорама Элишива попал в центральную траншею и вышел непосредственно к центру холма. Одно из отделений под командой Меира Малмуди, повернувшее в сторону западной траншеи, попало под сильный огонь и было полностью уничтожено. Взвод Йорама захватил казармы, но легионеры закрепились в соседних блиндажах. К этому моменту от взвода осталось в строю всего 8 человек. Через несколько минут Йорам был смертельно ранен.
Пока взвод Йорама принимал бой в центре холма, Дади и второй взвод под командой Йоханана Миллера вышли к большому каменному дому с телевизионной антенной («телевизионный дом»). Возле этого дома израильтяне попали под очень сильный обстрел. Легионеры вели огонь из пулемётов и забрасывали их гранатами. По мере продвижения по траншее ситуация только ухудшалась. У Дади осталось всего 4 человека и почти закончились боеприпасы. Дади связался с Додиком и попросил помощи. До этого командир батальона, не имея точной информации о масштабе потерь на Арсенальной горке, отправил роту Габи далее на захват отеля «Амбассадор», холма Гиват ха-Мифтар и прилегающих участков. Услышав сообщение Дади, им на помощь отправился взвод роты Габи под командой его заместителя Офера Фенигера.
В 4:34 взошло солнце и атакующие Арсенальную горку израильтяне оказались видны не только обороняющимся на ней, но и иорданским снайперам с соседнего холма. Многие раненые были убиты именно снайперами. Додик разделил роту. Одну часть роты он повёл на восточную часть холма на помощь Дади, а вторую под командованием заместителя командира роты Нира Ницана
отправил по западной кольцевой траншее. Впереди между ними шёл взвод Йоава Цори, до этого бывший в резерве. Йоав наткнулся на те же бункеры, у которых погиб Малмуди. Вместе с Ниром Йоаву ценой больших потерь бункеры удалось уничтожить, в последней атаке погиб Йоав. При дальнейшем продвижении Нир приказал одному из пулемётчиков, Эйтану Наве, двигаться по верху траншеи чтобы уничтожать легионеров, забрасывающих израильтян гранатами. Наве убил около 30 легионеров пока не погиб сам. Второй пулемётчик, Израиль Цуриэль, занял место Наве.
Постепенно все оставшиеся в строю израильские солдаты продвигались в сторону так называемого «Большого блиндажа» в северо-западной части холма. Это была специальная огневая позиция тяжёлых пулемётов, стены были из 40-сантиметрового армированного бетона. Внутри одного бункера находился второй такой же толщины стен.
Последний бункер был взорван только в 6:15 утра с помощью 16 килограмм взрывчатки. Бой длился 4 часа.

## Итог боя и оценки
Позиция была захвачена израильской армией. Согласно большинству источников, в ходе боя погибли 35—37 израильских десантников и 71 солдат Арабского легиона. Офер Фенигер погиб через час после взятия Арсенальной горки на соседнем холме Гиват ха-Мифтар. Около 90 десантников были ранены, у легионеров было ранено 46 солдат, большинство были ранены тяжело. Кеннет Поллак приводит существенно большие цифры: 50 погибших и 150 раненых у израильтян и 106 погибших и 100 раненых иорданцев.
Этот бой считается одним из самых кровопролитных в Шестидневной войне, где наступающая израильская армия понесла существенные потери. Мота Гур писал:

Такого боя мне ещё не случалось пережить. Солдаты должны были прорваться по крайней мере через пять заграждений из колючей проволоки, прежде чем они достигли огневых точек противника. Преодолев первую линию, они ворвались в траншеи. Бои шли повсюду: в траншеях, в домах, на крышах, в подвалах.
Мота Гур отметил также, что за весь свой боевой опыт он впервые видел такой объём боевой работы — «как по общей длине траншей, так и по продолжительности времени».
Обе стороны высоко оценили мужество солдат противника. Так, полковник Ури Бен-Ари, командовавший израильскими бронетанковыми силами в этом районе, написал в донесении: «Солдаты Арабского легиона дрались, как черти». Один из взятых в плен иорданских солдат сказал израильтянам: «Наши солдаты дрались как герои, но ваши бились как смертники». За участие в этом бою 15 израильских солдат и офицеров впоследствии получили боевые награды.
Только через значительный промежуток времени в прессе стала появляться критическая информация о бое. Через сорок лет после боя в статье журналиста «Га-Арец» Аншеля Пфеффера со ссылкой на бойцов 55-й парашютно-десантной бригады было высказано мнение о том, что как в целом захват Старого города, так и в частности бой за Арсенальную горку не были продиктованы чисто военными соображениями, и поэтому были плохо подготовлены, что в итоге привело к лишним потерям. Стандартные учения десантной бригады, в которые входила задача захвата Старого города, никогда не включали сценарий захвата Арсенальной горки и полицейской школы. Бывшие офицеры Иерусалимской бригады вспоминают в интервью Пфефферу, что рассматривались пути обхода укреплённой высоты, и высказывают мнение, что скоропалительная атака на неё была вызвана личными амбициями комбрига Моты Гура, который должен был участвовать в отменённом десанте на Синайском полуострове, а вместо этого был отправлен в Иерусалим (официально — защищать анклав на горе Скопус). К моменту прибытия бригады Гура на театр боевых действий другие подразделения уже добились значительных успехов, что привело Гура к избыточной уверенности в собственных силах и недооценке противника. Поэтому вместо того, чтобы дождаться бронетехники или вообще обойти высоту, он принял решение атаковать её затемно силами одних десантников. В ходе самого боя отсутствовала координация между командирами частей. По мнению бригадного генерала Иехуды Бара (во время Шестидневной войны офицера 55-й бригады), ошибкой было также то, что иорданцы были полностью окружены и лишены пути к бескровному отступлению; при этом Бар убеждён, что сам захват Арсенальной горки был необходим со стратегической точки зрения. Однако общая сокрушительная победа Израиля привела к тому, что допущенные в ходе боёв (включая бой за Арсенальную горку) ошибки так никогда и не были расследованы, несмотря на требования их участников.

## Память

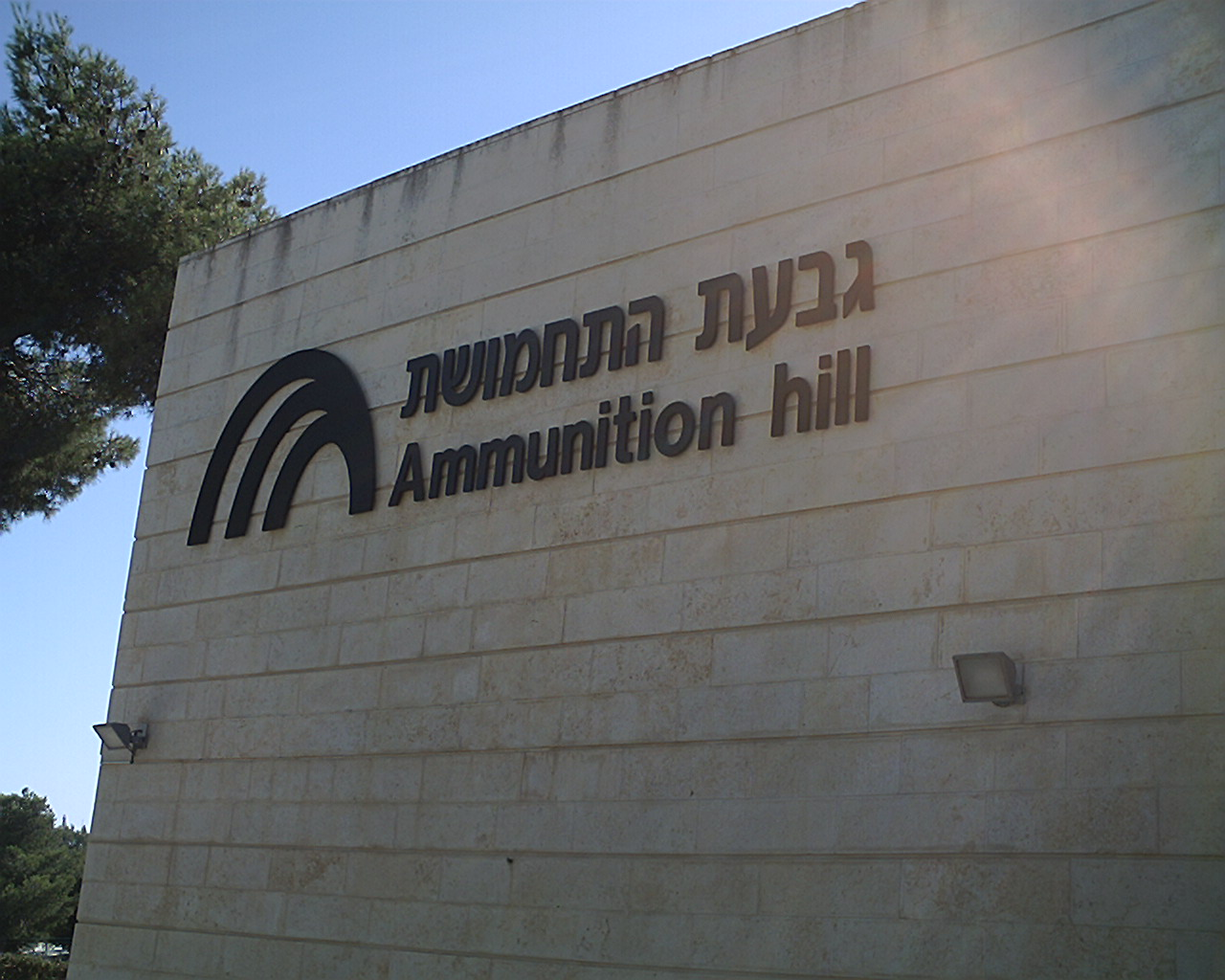
Музей — часть мемориала на Арсенальной горке

Песня об этой битве с одноимённым названием, на стихи Йорама Тахарлева и музыку Яира Розенблюма, была написана через несколько месяцев после войны. Она была впервые исполнена в 1968 году военным ансамблем Центрального военного округа в программе «Где центр?» (ивр. איפה המרכז‎), приобрела огромную популярность и в этом же году заняла первое место в хит-параде. С годами песня вошла в золотой фонд израильской песенной классики. В 2014 году эта песня завоевала первое место в параде песен военных ансамблей.
В 1975 году на месте боев за Арсенальную горку был создан мемориал в честь павших в битве за Иерусалим, его посещает ежегодно около 200 тысяч посетителей, бюджет составляет 2 млн шекелей в год. В бывшем подземном бункере размещён музей. На территории мемориала проводятся праздничные церемонии в День Иерусалима.

28 мая 2014 года в помещении мемориала состоялось специальное заседание правительства Израиля, посвящённое Дню Иерусалима. В июне 2014 года на Арсенальной горке прошла встреча ветеранов войны 1967 года с израильской и иорданской сторон.